# Бикластеризация
Бикластеризация, блоковая кластеризация, сокластеризация, также двухмодальная кластеризация

 — методика data mining, которая позволяет одновременную кластеризацию строк и столбцов матрицы.
Термин был впервые предложен Б.Г. Миркиным, хотя сам метод был придуман гораздо раньше (J.A. Hartigan).
Принимая на вход набор {\displaystyle m} строк в {\displaystyle n} столбцах (матрица размера {\displaystyle m\times n}), алгоритм бикластеризации генерирует бикластеры — подмножество строк, которые проявляют похожее поведение через подмножество столбцов.

## История развития
Бикластеризация была впервые представлена J. A. Hartigan в 1972 году. Термин бикластеризация был позднее введен Б.Г. Миркиным. Этот алгоритм не был обобщён до 2000 года, когда Y. Cheng и G. M. Church предложили алгоритм бикластеризации, основанный на дисперсии, и применили его к биологическим данным по экспрессии генов. Их статья до сих пор остаётся одним из наиболее важных литературных материалов в области бикластеризации экспрессии генов.
В 2001 и 2003 годах I. S. Dhillon предложил два алгоритма, в которых бикластеризация применяется для файлов и слов. Одна из версий была основана на разделении двудольных спектральных графов. Вторая была основана на теории информации. Dhillon допустил, что потеря взаимной информации при бикластеризации равна KL (расстояние Кульбака-Лейблера) между P и Q. P означает распределение файлов и характеристических слов перед бикластеризацией. Q, в свою очередь, — распределение после кластеризации. KL-расстояние необходимо в качестве меры отличий между двумя случайными распределениями. KL = 0, когда два распределения одинаковы, и возрастает, если возрастает отличие. Таким образом, целью алгоритма являлась минимизация KL-расстояния между P и Q. В 2004 A. Banerjee использовал взвешенное расстояние Брегмана вместо KL-расстояния, чтобы разработать алгоритм бикластеризации, подходящий для любого типа матрицы, в отличие от KL алгоритма.
С целью кластеризовать более чем два типа объектов Bekkerman в 2005 году расширил взаимную информацию в теореме Dhillon от одной пары до множества пар.

## Сложность задачи
Сложность задачи бикластеризации зависит от конкретной формулировки, в особенности от функции, используемой для оценки качества полученного бикластера. Наиболее интересные варианты этих задач являются NP-полными и требуют больших вычислительных мощностей или использования эвристических подходов.

## Типы бикластеров
Различные алгоритмы бикластеризации имеют различные определения бикластера.
Основные типы:
1. Бикластер с постоянными значениями (a),
2. Бикластер с постоянными значениями по строкам (b) или столбцам (c),
3. Бикластер со сцепленными значениями (d, e).

На основе обзора С. Мадейры и А. Оливейры и некоторых других была так же предложена таксономия методов бикластеризации на основе типов бикластеров, их структуры, характера порождения, стратегии поиска и типов значений данных.